# Categoría Primera A 1952
Die Categoría Primera A 1952 war die fünfte Austragung der kolumbianischen Fußballmeisterschaft. Die Meisterschaft konnte das Topteam Millonarios vor Boca Juniors de Cali verteidigen und gewann zum dritten Mal den Titel. Torschützenkönig wurde erneut der Argentinier Alfredo Di Stéfano von Millonarios mit 19 Toren.
Die Teilnehmerzahl sank von 18 auf 15 Mannschaften. 1951 begann die Krise vieler Mannschaften, die entweder zeitweilig aussetzten oder komplett verschwanden. Huracán und Independiente Medellín nahmen nicht mehr teil. Independiente Medellín kehrte 1954 zurück, Huracán verschwand komplett. Deportes Caldas und Once Deportivo schlossen sich zu Deportivo Manizales zusammen, einem neuen Vorgängerverein von Once Caldas.

## Teilnehmer
Die folgenden Vereine nahmen an der Spielzeit 1952 teil.
| Mannschaft | Stadt        | Departamento       |
| --- | ------------ | ------------------ |
| América de Cali | Cali         | Valle del Cauca    |
| Atlético Nacional                                                                                                  | Medellín     | Antioquia          |
| Boca Juniors de Cali                                                                                               | Cali         | Valle del Cauca    |
| Atlético Bucaramanga                                                                                               | Bucaramanga  | Santander          |
| Deportivo Cali | Cali         | Valle del Cauca    |
| Cúcuta Deportivo                                                                                                   | Cúcuta       | Norte de Santander |
| Deportivo Samarios                                                                                                 | Santa Marta  | Magdalena          |
| Independiente Santa Fe                                                                                             | Bogotá       | Bogotá             |
| Junior | Barranquilla | Atlántico          |
| Deportivo Manizales 1                                                                                              | Manizales    | Caldas             |
| Millonarios | Bogotá       | Bogotá             |
| Deportivo Pereira                                                                                                  | Pereira      | Caldas 2           |
| Deportes Quindío                                                                                                   | Armenia      | Caldas 2           |
| Sporting | Barranquilla | Atlántico          |
| Universidad | Bogotá       | Bogotá             |
| 1 Deportivo Manizales ist ein Vorgängerverein von Once Caldas. 2 Risaralda und Quindío wurden erst 1966 gegründet. |              |                    |

## Tabelle
| Pl. | Verein                   | Sp. | S  | U | N  | Tore    | Diff. | Punkte |
| --- | ------------------------ | --- | -- | - | -- | ------- | ----- | ------ |
| 1.  | Millonarios (M)          | 28  | 20 | 6 | 2  | 070:130 | +57   | 46:10  |
| 2.  | Boca Juniors de Cali (P) | 28  | 18 | 4 | 6  | 067:360 | +31   | 40:16  |
| 3.  | Deportivo Pereira        | 28  | 16 | 5 | 7  | 050:440 | +6    | 37:19  |
| 4.  | Deportivo Cali           | 28  | 15 | 5 | 8  | 069:410 | +28   | 35:21  |
| 5.  | Deportes Quindío         | 28  | 14 | 7 | 7  | 067:430 | +24   | 35:21  |
| 6.  | Junior                   | 28  | 14 | 5 | 9  | 057:430 | +14   | 33:23  |
| 7.  | América de Cali          | 28  | 13 | 7 | 8  | 049:350 | +14   | 33:23  |
| 8.  | Cúcuta Deportivo         | 28  | 14 | 4 | 10 | 054:360 | +18   | 32:24  |
| 9.  | Santa Fe                 | 28  | 9  | 7 | 12 | 054:650 | −11   | 25:31  |
| 10. | Universidad              | 28  | 9  | 6 | 13 | 052:540 | −2    | 24:32  |
| 11. | Deportivo Samarios       | 28  | 7  | 5 | 16 | 038:780 | −40   | 19:37  |
| 12. | Deportivo Manizales      | 28  | 7  | 4 | 17 | 038:600 | −22   | 18:38  |
| 13. | Atlético Nacional        | 28  | 5  | 7 | 16 | 038:690 | −31   | 17:39  |
| 14. | Sporting                 | 28  | 7  | 2 | 19 | 033:660 | −33   | 16:40  |
| 15. | Atlético Bucaramanga     | 28  | 2  | 6 | 20 | 032:850 | −53   | 10:46  |

| (M) | Meister 1951: Millonarios                 |
| (P) | Pokalsieger 1951/52: Boca Juniors de Cali |

## Torschützenliste
| Pl. | Spieler                | Mannschaft       | Tore |
| --- | ---------------------- | ---------------- | ---- |
| 1.  | Alfredo Di Stéfano     | Millonarios      | 19   |
| 2.  | Carlos Alberto Gambina | Junior           | 18   |
| 3.  | Mario Garelli          | Deportes Quindío | 17   |